# Avawatz Mountains
De Avawatz Mountains is een bergketen in de Amerikaanse staat Californië. De Avawatz Mountains bevinden zich in San Bernardino County in de Mojavewoestijn. De keten ligt tussen de Owlshead Mountains in het zuidelijke grensgebied van Death Valley National Park en tussen de Soda Mountains, dicht bij de plaats Baker. De keten bevat toppen met een hoogte van 1876 meter en ligt ten westen van de California State Route 127.
Een deel van de van deze bergketen ligt in het National Training Center dat deel uitmaakt van Fort Irwin Military Reservation. Dat deel is ontoegankelijk voor publiek.